# Guzargahi Nur (huyện)
Guzargahi Nur là một huyện thuộc tỉnh Baghlan, Afghanistan. Dân số thời điểm năm 1999 là -7,2 người.